# STS–8
Az STS–8 az amerikai űrrepülőgép program 8., a Challenger űrrepülőgép 3. repülése.

## Küldetés
A hatnapos repülés célja a szállított műholdak pályára állítása volt. Bluford volt az első afroamerikai asztronauta a világűrben. A második alkalom, hogy egyszerre öt űrhajós dolgozott a fedélzeten.
Az űrrepülőgép-program történetében először fordult elő, hogy éjszakai indítás/leszállás történt. Az Apollo–17 esetében volt az első éjszakai start. Elsötétített körülmények között gyakorolták az indítást, de a rakétahajtóművek fényei szinte nappali világosságot produkáltak.

## Jellemzői

### Első nap
1983. augusztus 30-án a szilárd hajtóanyagú gyorsítórakéták (SRB) segítségével Floridából, a Cape Canaveral (KSC) Kennedy Űrközpontból, a LC39–A jelű indítóállványról emelkedett a magasba. Az orbitális pályája 90,7 perces, 28,5 fokos hajlásszögű, elliptikus pálya perigeuma 306 kilométer, az apogeuma 313 kilométer volt. 
Felszálló tömeg indításkor 110 105 kilogramm, műveleti tömege a pályán 99 453 kilogramm, leszálló tömeg 92 506 kilogramm. Szállított hasznos teher felszálláskor/leszállásnál 13 642 kilogramm.
Először alkalmazták az új, nagy teljesítményű szilád hajtóművet. A rakétamotor 7 százalékkal nagyobb tolóerő teljesítményt biztosított. Az új rakétatestek fejlesztésével 1800 kilogramm súlycsökkenést értek el. A start végrehajtásánál tapasztalták, hogy az egyik szilárd hajtóanyagú segédrakéta illesztő gyűrűjénél szivárgás történt (a katasztrófa elmaradt)! A repülési mutatók elemzése következtében a STS–9 egy hónapos csúszással indulhatott. Jelentősen sérült a hővédő burkolat, az űrrepülő ablakait ki kellett cseréni az elemi részek okozta sérülések miatt. A termikus védelmi rendszer sem működött kielégítő szinten.

### Második nap

#### Insat–1B
A beépített kanadai Canadarm (RMS) manipulátor kart 50 méter kinyúlást biztosítva (műholdak indítás/elfogása, külső munkák [kutatás, szerelések], hővédőpajzs külső ellenőrzése), a raktérből kiemelte, augusztus 31-én pályába állította az indiai Insat–1B műholdat. Az űrrepülőgép eltávolodását követően (13-16 kilométer) saját hajtóművének beindításával geostacionárius pályára (36 000 kilométer) állt.
Az Indiai Űrkutatási Szervezet (ISRO) működteti a második többfeladatú (távközlési, televíziós műsorszolgáltatás, a meteorológiai, kutatási és mentési szolgáltatások) műholdat. Az első, az Insat–1A volt, de a pályaelemek helyreállítását biztosító hajtógáz elfogyása miatt idő előtt befejezte szolgálatát. Működési idejét 7 évre tervezték (1993. január 1-ig szolgált), súlya 1152 kilogramm. 1990. július 17-én az Insat–1D több programját átvette, az Insat–2B felbocsátásával szerepe megszűnt.

### Harmadik/negyedik nap
Tesztsorozat keretében ellenőrizték a korábban pályába állított adattovábbító műhold, a TDRSS–1 működőképességét, hogy a következő küldetési programot (STS–9) megfelelően támogassa. A teszt során elveszítették a kapcsolatot.
Több TDRSS program csúszása miatt egy 3855 kilogramm súlyú, 6 méter hosszú alumínium test mozgatásával tesztelték a Canadarm használhatóságát.

### Ötödik nap
Folytatódott a Canadarm program. Megállapítást nyert, hogy a technikai eszköz 5 centiméteres pontossággal képes nagy súlyokat mozgatni. Az Apollo–17 fedélzetén tartott sajtótájékoztató után az elsőt végezték az űrrepülőgépről. A TDRSS–1 adatátviteli műholddal sikerült helyreállítani a kapcsolatot, több pozícióból (űrrepülőgép navigálása során) sikeresen együttműködtek (űrrepülőgép- árjátszó-földi rendszerek). Több manővert (89) hajtottak végre, tesztelve az űrrepülő technikai és elektronikus rendszereinek, a TDRSS–1 összhangját.

## Hasznos teher
A meghatározott kutatási, kísérleti folyamatokat a repülés ideje alatt program szerint végezték. A legénység sikeresen befejezte az 54 megtervezett vizsgálati feladatot.
1. A meghatározott kutatási, kísérleti program keretében tesztelték az új környezetvédelmi hardvert. # Anyag előállítást, biológiai vizsgálatokat (hatástényezők az emberi szervezetre) végeztek.
2. Development Flight Instrumentation (DFI) – az űrsikló rendszereinek folyamatos ellenőrzésére (felszállás, orbitális mozgás, leszállás),
3. Induced Environment Contamination Monitor (IECM) – az STS–3 feladatához hasonlóan környezetszennyezés mérése, fényképezése,
4. a kozmikus sugárzás hatása az elektromos berendezésekre,
5. ultraibolya abszorpciós mérések,
6. a japán Asahi Shimbun napilap – vízgőz/hókristály kísérletei. Az STS–6 esetén végzett kísérlet során a víz megfagyott a tartályban.
7. Folytatódott a kereskedelmi kísérletet, az Elektroforézis (CFES) vizsgálat,
8. az amerikai posta (USPS) 260 000 bélyegeket küldött a világűrbe. Visszatérés után értékesítették, a nyereséget megosztotta a NASA és az USPS.
9. állatkísérletek, a Föld fotózása,

## Hatodik nap
1982. október 28-án Kaliforniában az Edwards légitámaszponton szállt le. Az első éjszakai leszállás történt. Az űrrepülőgép nem rendelkezik, a leszállást segítő reflektorokkal, ezért a leszálló/gördülő pályát megvilágították. Összesen 6 napot, 1 órát, 8 percet és 43 másodpercet töltött a világűrben. 4 046 660 kilométert (2 514 480mérföld) repült, 97 alkalommal kerülte meg a Földet. 
Egy különlegesen kialakított Boeing 747 tetején visszatért kiinduló bázisára.

## Személyzet
(zárójelben a repülések száma az STS–8-cal együtt)
- Richard Truly (2), parancsnok
- Daniel Brandenstein (1), pilóta
- Dale Gardner (1), küldetésfelelős
- Guion Bluford (1), küldetésfelelős
- William Thornton (1), küldetésfelelős

### Visszatérő személyzet
- Richard Harrison Truly (2), parancsnok
- Daniel Brandenstein (1), pilóta
- Dale Gardner (1), küldetésfelelős
- Guion Bluford (1), küldetésfelelős
- William Thornton (1), küldetésfelelős